# 누룩뱀
누룩뱀(학명: Elaphe dione 엘라프헤 디오네[*])은 뱀과 뱀속에 속하는 뱀의 일종으로, 구렁이와는 같은 속에 속한다. 몸길이는 0.4~1m 가량이다. 한반도·우크라이나·중국·몽골·아프가니스탄·러시아·카자흐스탄 등지에 널리 분포한다. 비늘 색은 올리브 빛깔이 나는 광택있는 황갈색이며 양서류·설치류를 즐겨 먹는다. 변온 동물이며, 독이 없는 뱀 중에서는 무자치와 함께 가장 흔하며, 국내에서는 산지 어디에서나 흔히 관찰되며 부락 근처에 은신처를 마련하기도 한다.